# Aitken Double Star Catalogue
L'Aitken Double Star Catalogue (ADS) è una catalogo stellare di stelle doppie. 
È stato compilato dall'astronomo statunitense Robert Grant Aitken e pubblicato nel 1932 in due volumi col titolo New general catalogue of double stars within 120° of the North Pole (Nuovo catalogo generale delle stelle doppie entro 120° dal Polo Nord). 

Il catalogo contiene le misurazioni di 17.180 stelle doppie che si trovano a nord di -30° di declinazione. Le stelle in questo catalogo vengono identificate con un indice numerico progressivo preceduto dal prefisso ADS.
Il catalogo è basato sul Burnham Double Star Catalogue (BDS) compilato da Sherburne Wesley Burnham dal 1906 al 1912 e da Eric Doolittle dal 1912 al 1919. Le osservazioni di Aitken sono iniziate nel 1920, poco dopo la morte di Doolittle, e proseguite fino al 1927.